# Dopad planetky Eltanin
Dopad planetky Eltanin je teorie o impaktu velkého tělesa do vod Bellingshausenova moře (jihovýchodní Pacifik), přesněji mezi jižním cípem Jižní Ameriky a Antarktidou. K dopadu mělo dojít před 2,51 miliony let, tedy v době raného pleistocénu, a kráter se má nacházet 1 500 km jihozápadně od Chile. Jeho průměr se odhaduje na 35 km a vytvořil ho impaktor o velikosti 1 až 5 km.

## Popis
V roce 1981 objevila posádka výzkumné lodi Eltanin v sedimentech v jádrových vrtech anomálii zvýšeného obsahu iridia – prvku, jenž se na Zemi vyskytuje zřídka, ovšem na planetkách mnohonásobně častěji. Místo odebraných vzorků následně označila. Další průzkumy provedlo plavidlo Polarstern. Potvrdilo, že v pětikilometrové hloubce se pod mořským dnem tento prvek skutečně vyskytuje v nezvykle vysokém množství. Úlomky mateřského tělesa se pravděpodobně rozkládají na ploše 500 km² (rozloha Prahy). Sedimenty z období paleocénu a eocénu jsou zde chaoticky uloženy. Nejspodnější vrstva obsahuje rozpadlou směs brekcie. Nad ní je vrstvený písek, který musel vzniknout v turbulentních podmínkách (silné proudy). Nejvyšší vrstva obsahuje fragmenty meteoritu a postupně usazené písky a jíly.
Přilehlé okolí o ploše asi 20 000 km² je zajímavé tím, že na světě není známa druhá oblast s tak vysokou hustotou meteoritů. Na 1 m² jich zde připadá 10-60 kg.

## Impaktor
Vzhledem k tomu, že v okolí je zvýšený výskyt iridia, je pravděpodobnějším viníkem planetka než kometa. Rozměry tělesa mohly dosahovat 1-5 km a se Zemí se střetlo rychlostí 20 km/s (tj. 72 000 km/h). Velikost byla spočítána na základě množství iridia na dně oceánu. A dle určených rozměrů by měl mít kráter po dopadu průměr zhruba 35 km.
Složení tělesa odpovídá mezosideritům, tedy přechodnému typu mezi železnými (železo, nikl) a kamennými meteority (křemičitany).

## Megatsunami
Při impaktu do hlubokého oceánu vznikla série obřích vln tsunami, jež zasáhly nejen Jižní Ameriku s Antarktidou, ale zpustošily celé pobřeží Tichého oceánu a části Atlantského oceánu.
Právě na pobřeží Pacifiku byly objeveny známky eroze, svědčící o katastrofě. Kromě povrchové eroze jsou i tady usazeniny chaoticky uloženy. Dohromady jsou smíchány sedimenty jak mořského původu, tak i suchozemského. Výjimkou nejsou i balvany velké jako autobus. Nejlépe viditelné důkazy o ničivé vlně se nachází zejména na jižním pobřeží Chile, které je k místu dopadu nejblíž. Dále vědci kolem Antarktidy nalezli známky podmořských sesuvů.
Výška tsunami záležela na velikosti tělesa, přesné rychlosti, směru dopadu a značně klesala s rostoucí vzdáleností. Pokud by rozměry planetky Eltanin dosahovaly nejvyššího odhadu odborníků, tedy 5 km, výška vln na jihu Chile dosahovala téměř 200 metrů (výška Žižkovské věže). Dorazily sem za 1,5 hodiny. 8 hodin po nárazu se třicetimetrové vodní stěny přelily přes Nový Zéland, za dalších 5 hodin by dvacetimetrové vlny zaplavily USA s Havají. Japonsko, na opačné straně Pacifiku, čelilo téměř 20 hodin po impaktu patnáctimetrovému vlnobití. Oproti tomu planetka o průměru 1 km by vyvolala zhruba 10-15x nižší tsunami.

## Vliv na klima
Ačkoliv planetka této velikosti by nedokázala zapříčinit hromadné vymírání podobné tomu před 66 miliony let, mohla podstatně změnit klima tehdejšího spodního pleistocénu. Například přispět k tvorbě ledových pokrývek na severní polokouli, neboť náraz vyvrhl do atmosféry obrovské množství vodních par a solí. To poškodilo ozónovou vrstvu a zvýšilo albedo Země, čímž se planeta ochladila.